# Санданский, Яне
Яне Иванов Санданский (болг. Яне Иванов  Сандански; 18 мая 1872, село Влахи, Османская империя — 22 апреля 1915, Роженский монастырь, Болгария) — македонско-болгарский революционер, один из руководителей ВМОРО, считался вождём «левого крыла» македонского движения.

## Биография

### Молодые годы
Яне Санданский — уроженец хутора (махалы) Шемето, принадлежавшего к болгарскому селу Влахи. Его мать Милка Санданская была дочерью влахского приходского священника Стойко Харизанова. Отец — Иван Санданский. Сын (третий ребёнок в семье) был наречён в честь отца, и для отличия звался уменьшительным именем Яне. Во время Русско-турецкой Освободительной войны семейство проживало в Горной Джумае. В 1878 году Иван Санданский участвовал в Кресненско-Разложском восстании. Когда же повстанцы в следующем году были разбиты турками, Санданские переселились из подъярёмной Горной Джумаи в Дупницу, которая вошла в состав Болгарского княжества.
В Дупнице Яне Санданский завершил начальное образование и проучился два года в местной прогимназии. В продолжение своей учёбы Санданский подрабатывал подмастерьем у дупницкого ремесленника. В 1892—1894 годах служил в болгарской армии. Проходил срочную службу в 13-м пехотном полку в Кюстендиле. Вышел в запас ефрейтором, после чего устроился работать помощником адвоката Спаса Харизанова. В 1895 году Санданский вступил в повстанческую чету, организованную Верховным Македонским комитетом (т. н. «верховистами»).
В 1899 году Санданский, совместно с Гоце Делчевым и Дорче Петровым, создали Тайную Македонско-Одринскую революционную организацию (TMOРO). В 1901 году Делчев одобрил кандидатуру Санданского на пост воеводы Серского округа.

### Убийство Сарафова
Санданский был организатором политических убийств Михаила Даева, а позднее — Бориса Сарафова и Ивана Гарванова. Бориса Сарафова Санданский «приговорил к смерти», возложив на него ответственность за провал Ильинденского восстания. Однако Сарафов, по своему врождённому благородству, не поверил в возможность покушения на его жизнь. Убийство Сарафова было совершено 28 ноября 1907 года известным боевиком-санданистом Тодором Паницей, вошедшим в доверие к убитому. Вместе с Сарафовым был убит второй заграничный представитель ВМОРО — Иван Гарванов. Третий — Христо Матов случайно избежал смерти. Болгарский историк и лингвист Любомир Милетич по поводу убийства Сарафова и Гарванова писал:
Их деятельность и общая их кончина символично представляют объединение на жизнь и смерть двух родных матерей героев - Македонию и Болгарию!
После злодейского убийства, в начале января 1908 года, воевода Тане Николов (друг Сарафова), совместно с побратимом Николой Костовым-Сиином, прибыл в Софию и предложил услуги по охране Христо Матова и Васила Чекаларова, бывших под прицелом санданиститов.
В качестве ревизора Западно-Македонских чет (партизанских отрядов), с делегатскими правами Битольского революционного округа, воевода Тане Николов принял участие в Общием конгрессе ВМОРО (село Жабокрыт, Кюстендильской околии, март 1908 года), где резко осудил раскольническую деятельность санданистов.

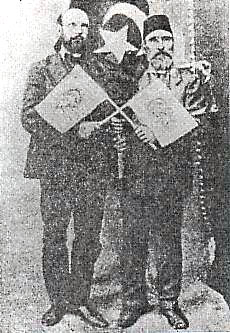
Яне Санданский и младотурецкий деятель Нуреддин-бей

Когда 10 июля 1908 года грянула Младотурецкая революция, то её активно поддержали такие деятели ВМОРО, как Христо Диманов, Делирадев, Христо Чернопеев, Тодор Паница и — более других — Яне Санданский. Вот теперь он незамедлительно распустил возглавляемую им чету, сложил оружие и объявил, что с революционной Турцией он воевать не будет.
Тане Николов, наряду с другими заслуженными вождями ВМОРО, осудил Яне Санданского и его команду за сотрудничество с режимом младотурок. Во исполнение решения вышеупомянутого Кюстендильского конгресса, приговорившего Санданского к смертной казни, — Тане Николов, вместе с Димитром Запряновым и Иваном Московым, совершили 24 сентября 1908 года покушение на Санданского в гостинице «Бошняк-хан» (в городе Салоники, бывшем тогда под турецкой властью). Николов убил телохранителей Санданского — Мицо Вранского и Танчо Атанасова, — но сам Санданский отделался ранением в плечо. После неудачного покушения Тане Николов бежал в Болгарию.

### Балканские войны
В Первую Балканскую войну Яне Санданский организовал чету из 500 бойцов и 30 октября 1912 года освободил город Мелник.
Как авангард Седьмой пехотной Рыльской дивизии около 300 четников-кавалеристов Яне Санданского вступили в Салоники, освобождённые за два дня до этого греческой армией, 8 ноября 1912 года.

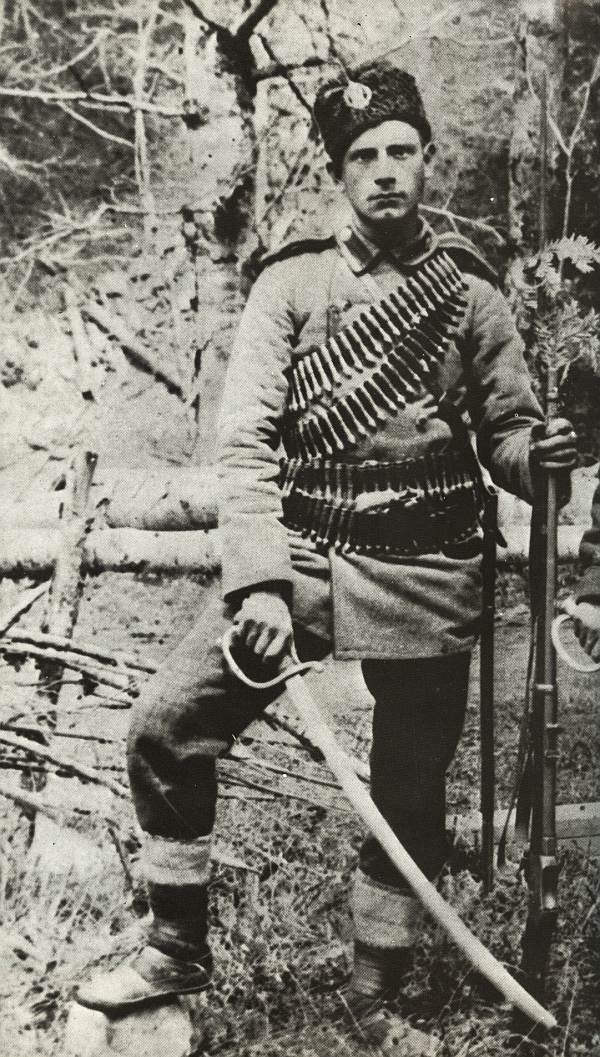
Санданский в болгарской армии

### Убийство Санданского
Санданский был убит 21 апреля 1915 года, в городе Пирине (местность Балтата), районной неврокопской четой ВМОРО. Непосредственным исполнителем решения Кюстендильского конгресса стал четник Андон Качарков. Погребён Санданский на расстоянии около 200 м к востоку от Роженского монастыря. На надгробной мраморной плите были высечены его слова: «Жить — значит бороться. Раб — за свободу, а свободный — за совершенство».

## Память
В честь Яне Санданского назван город Сандански в Болгарии (бывший Свети-Врач). В Скопье действует Спортивный центр «Яне Санданский».